# 格羅塞托車站
格羅塞托車站（義大利語：Stazione di Grosseto）是義大利托斯卡納大區格罗塞托的主要鐵路車站，於1864年啟用，位於比薩-裡窩那-羅馬鐵路上。車站大樓在被1943年發生在格羅塞託的轟炸摧毀後重建。它由幾座建築組成，分為兩層。